# 蝙蝠俠：血濺亞克漢
《蝙蝠俠：血濺亞克漢》（英語：Batman: Assault on Arkham）是一部2014年錄影帶首映的超級英雄動畫電影，為DC宇宙動畫原創電影的一部分。電影是由傑伊·奧利瓦和伊桑·斯波爾丁執導、詹姆斯·塔克監製、希斯·科森編劇。本片於2014年7月25日在聖地亞哥國際動漫展上首映，數位版發行於7月29日，並於8月12日發行DVD。
本片被設定於和電子遊戲系列《蝙蝠俠：阿卡漢》共同的宇宙，故事發生在《蝙蝠俠：阿卡漢起源》之後、《蝙蝠俠：阿卡漢瘋人院》之前，但之間劇情並無強烈關聯。故事主要著重於自殺小隊，尤其是死亡射手和小丑女，而蝙蝠俠則變為配角。電影中，由六名罪犯組成的犯罪敢死隊被亞曼達·華勒派往阿卡漢精神病院中，一方面抵抗蝙蝠俠另一方面則須完成被賦予的任務。

## 劇情
在捕捉謎語人的行動在蝙蝠俠的干預中失敗後，亞曼達·華勒派出自殺小隊完成目標，目標是拿到謎語人的手杖，裡面存放著歷任自殺小隊的資料，成員包含死亡射手、小丑女、迴力鏢隊長、冰霜殺手、鯊魚王、黑蜘蛛及KG野獸。KG野獸在基地時因挑戰華勒的底線，被炸彈炸死。小隊其餘成員從飛機上做降落傘降落高譚市，並在企鵝人的冰山俱樂部拿取情報，同時華勒透過耳機給予冰霜殺手另一個「秘密任務」。
隔天蝙蝠俠在玩具店待補哈莉並詢問小丑藏匿炸彈的事，由於其不知情而將她送到阿卡漢中眾人分別進入阿卡漢精神病院，此時小丑女與死亡射手（假扮成警衛）遇到被囚禁的小丑，在小丑的刺激下，小丑女搶走死射的槍並對其開槍（其中一發子彈擊穿牢房的牆壁），死射趕緊制伏她，並進入警衛室調整監視器的畫面（播放前一天的影像）好騙過華勒。蝙蝠俠在阿卡漢的監視器中發現不對勁（不該上班的在當班）。小隊來到阿卡漢的儲藏室，裡面存放著其他罪犯的武器。蝙蝠俠在此突襲他們，然而在戰鬥中倉庫被破壞，黑蜘蛛在和蝙蝠俠戰鬥後倖存而冰霜殺手此時獨自來到謎語人的牢房，華勒的真正任務是要殺死謎語人，因為他知道如何解除自殺小隊的炸彈，小隊找到他們並在擊敗精神病院警衛後來到電擊治療室。
此時小丑發現哈莉造成的破洞，並挖出及破壞電線後脫逃。在治療室中謎語人給他們以電流破壞炸彈而黑蜘蛛在旁守候，此時華勒發現被耍了並引爆小隊所有人的炸彈，鯊魚王因為皮太厚電流無法破壞炸彈而被炸死，眾人發現黑蜘蛛並沒有被炸死，驚覺發現他是蝙蝠俠，而真正的黑蜘蛛在倉庫時早被掉包成蝙蝠俠的樣子（後來也被炸死了），而小丑也到達治療室並襲擊眾人，而蝙蝠俠在戰鬥中被小丑擊退，小丑帶著哈莉離開，拿走她的槌子並啟動裡面的炸彈。其餘小隊成員（只剩下死射、迴力鏢隊長與冰霜殺手）來到大廳透過電視螢幕得知小丑釋放阿卡漢所有的病患（包含毒藤女、班恩以及雙面人）並打算乘坐直升機離開，然而其餘三人爭先恐後想要搶走直升機，冰霜殺手搶走雙面人的車子時被班恩抓起扔出炸死，死射則擊敗迴力鏢隊長將其丟在阿卡漢乘坐直升機離開，但小丑與哈莉也躲在上面，死射因此和其大打出手。蝙蝠俠在擊敗班恩及毒藤女後幫助警員奪回阿卡漢後乘坐蝙蝠戰機追擊小丑。直升機在被干預後撞在一棟大樓上，死射與小丑進入大樓決鬥，而蝙蝠俠在擊敗哈莉後趕緊拆除炸彈，死射也打倒小丑並用刀子將他釘在要墜落的直升機上，看其墜毀。
結尾時蝙蝠俠和華勒對話認為自殺小隊的成功率極低而離開後，而帶回女兒的死亡射手同時於遠處的樓頂狙擊華勒。

## 角色
- 凱文·康羅伊 配音 蝙蝠俠／布魯斯·韋恩（Batman／Bruce Wayne）[5]
- 尼爾·麥克唐納 配音 死亡射手／佛洛伊德·勞頓（Deadshot／Floyd Lawton）[5]
- 辛登·威露士 配音 哈莉·奎茵／哈琳·奎澤（Harley Quinn／Dr. Harleen Quinzel）[6]
- 馬修·葛雷·古博勒 配音 謎語人／愛德華·尼格瑪（Riddler／Edward Nygma）[2]
- 特羅伊·貝克 配音 小丑（Joker）[5]
- C. C. H.龐德 配音 亞曼達·華勒（Amanda Waller）[2]
- 格雷格·艾利斯 配音 迴旋鏢隊長／喬治·哈克尼斯（Captain Boomerang／George Harkness）[2]
- 吉安卡羅·埃斯波西托 配音 黑蜘蛛／艾瑞克·尼達姆（Black Spider／Eric Needham）[2]
- 約翰·迪·馬吉歐 配音 鯊魚王（King Shark）[7]
- 珍妮佛·海爾 配音 冰霜殺手／露意絲·林肯（Killer Frost／Louise Lincoln）[7]
- 諾蘭·諾斯 配音 KG野獸／安納托利·克亞傑夫（KGBeast／Anatoly Knyazev）和企鵝人／奧斯瓦爾德·科波特（Oswald Cobblepot／Penguin）[8]
- 艾瑞克·博扎 配音 保全
- 克里斯·考克斯 配音 詹姆斯·高登局長（Commissioner James Gordon）
- 馬丁·賈維斯 配音 阿福·潘尼沃斯（Alfred Pennyworth）
- 彼得·傑索普 配音 看錶的指揮官
- 克里斯汀·蘭茲 配音 稻草人／強納森·克萊恩（Scarecrow／Jonathan Crane）
- 安德莉亞·羅馬諾 配音 女性
- 特拉維斯·威林厄姆 配音 太平間的人
- 米克·溫格特 配音 被小丑襲擊的保全

## 原聲輯
《蝙蝠俠：血濺亞克漢》的電影配樂發布於2014年7月30日，音樂是由羅伯特·J·克拉爾編成。

### 曲目列表
| 蝙蝠俠：血濺阿卡漢（DC宇宙動畫電影原聲大碟） | 蝙蝠俠：血濺阿卡漢（DC宇宙動畫電影原聲大碟）   | 蝙蝠俠：血濺阿卡漢（DC宇宙動畫電影原聲大碟） |
| 曲序                                         | 曲目                                           | 时长                                         |
| -------------------------------------------- | ---------------------------------------------- | -------------------------------------------- |
| 1.                                           | Nigma's Confrontation / It's Batman            | 3:10                                         |
| 2.                                           | Criminal Montage                               | 3:06                                         |
| 3.                                           | Task Force Indoctrination                      | 2:41                                         |
| 4.                                           | Dropping Down                                  | 2:00                                         |
| 5.                                           | Gearing Up / Beer Room Challenge               | 1:51                                         |
| 6.                                           | Harley Arrested to Arkham                      | 3:01                                         |
| 7.                                           | Infiltrating Arkham & Joker Assault            | 5:33                                         |
| 8.                                           | Killer Frost's Kiss & Black Spider's Microwave | 1:59                                         |
| 9.                                           | Harley Bait & King Shark's Work                | 1:27                                         |
| 10.                                          | Suicide Squad in the Big House                 | 3:44                                         |
| 11.                                          | Batman's Gotham & Property Room Access         | 2:59                                         |
| 12.                                          | Batman Fights Suicide Squad                    | 2:12                                         |
| 13.                                          | Joker's Out / Suicide Squad vs. SCU            | 3:34                                         |
| 14.                                          | Joker Attacks Batman                           | 1:40                                         |
| 15.                                          | Prisoners Released                             | 2:45                                         |
| 16.                                          | Chopper Fight / Poison Ivy / The Batplane      | 2:03                                         |
| 17.                                          | Chopper Crash                                  | 2:24                                         |
| 18.                                          | Final Confrontations                           | 2:08                                         |
| 19.                                          | Batman - Assault On Arkham End Credits         | 3:04                                         |
| 总时长：                                     | 总时长：                                       | 51:21                                        |

## 外部連結
- 互联网电影数据库（IMDb）上《蝙蝠俠：血濺亞克漢》的资料（英文）